# Iain Hamilton Grant
Iain Hamilton Grant (født 21. november 1963 i Bristol, Storbritannien) er filosof. Han er ansat på University of the West of England i Bristol. Grant skrev Ph.d. om Kant og Lyotard ved Warwick University. I Warwick var han en del af Cybernetic Culture Research Unit.
Hans forskning omfatter ontologi, tysk idealisme (især Schelling), og både nutidig og fortidig naturfilosofi. Han associeres ofte med den nutidige filosofiske bevægelse spekulativ realisme.

## Arbejde
Sammen med Quentin Meillassoux, Graham Harman og Ray Brassier er Grant en af de vigtigste filosoffer i den nutidige spekulativ realisme, der er interesseret i at forsvare filosofisk realisme mod udfordringen fra den post-kantianske kritiske idealisme, fænomenologi, postmodernisme, dekonstruktivisme, eller mere bredt udtrykt korrelationisme.
Grant blev oprindeligt kendt som oversætter af de franske filosoffer Jean Baudrillard og Jean-François Lyotard. 
Hans ry som en selvstændig filosof skyldes hans bog Philosophies of Nature After Schelling (2006). Heri kritiserer Grant filosofiens gentagne forsøg på at "vende platonismen på hovedet", og argumenterer for at man snarere skulle vende Immanuel Kant på hovedet i stedet for. Han er meget kritisk overfor den nyere prominens af etik og livsfilosofi indenfor kontinentalfilosofien, da det i hans øjne kun forstærker den fejlagtige opfattelse, at mennesket er et privilegeret væsen. Imod disse tendenser ønsker Grant en fornyelse af interessen for det inorganiske.
Grant ser Plato og Friedrich von Schelling som sine vigtigste allierede blandt de klassiske filosoffer, og er generelt i modsætning til både Aristoteles og Kant, da han mener de tenderer til at reducere virkeligheden til dens udtryk for mennesker, hvilket Quentin Meillassoux har kaldt korrelationisme. Grant er også påvirket af den franske filosof Gilles Deleuze.

### Udgivne værker
- (medforfatter) New Media: A Critical Introduction (London and New York: Routledge, 2003)[5]
- Philosophies of Nature After Schelling (London and New York: Continuum, 2006)[6]
- Idealism: The History of a Philosophy (med Jeremy Dunham & Sean Watson) (Durham: Acumen, 2010) [7]

### Oversættelser (fransk-engelsk)
- Jean Baudrillard, Symbolic Exchange and Death, ovs. af Iain Hamilton Grant (London: Sage, 1993).
- Jean-François Lyotard, Libidinal Economy, ovs. af Iain Hamilton Grant (Bloomington: Indiana University Press, 1993).